# Deellenizzazione del cristianesimo
La deellenizzazione del cristianesimo è un tentativo di sganciare il Cristianesimo dall'influsso della cultura greca o, più specificamente, ellenistica.

## L'analisi di Benedetto XVI
Secondo Benedetto XVI la deellenizzazione del cristianesimo ha avuto tre onde nel corso della storia:
1. I riformatori del XVI secolo vedevano la sistematizzazione della fede portata avanti dalla Chiesa come condizionata totalmente dalla filosofia. La fede non appariva loro come vivente parola storica, ma come elemento inserito nella struttura di un sistema filosofico. Con il sola Scriptura i riformatori cercarono la pura forma primordiale della fede, come essa è presente originariamente nella Parola biblica. La metafisica apparve loro come un presupposto derivante da altra fonte, da cui occorreva liberare la fede per farla tornare ad essere totalmente sé stessa.
2. La teologia liberale del XIX e del XX secolo, rappresentata principalmente da Adolf von Harnack, distingueva al seguito di Pascal tra il Dio dei filosofi ed il Dio di Abramo, Isacco e Giacobbe. Harnack spingeva per il ritorno al semplice uomo Gesù e al suo messaggio semplice, che verrebbe prima di tutte le teologizzazioni e, appunto, anche prima delle ellenizzazioni: sarebbe questo messaggio semplice che costituirebbe, secondo Harnack, il vero culmine dello sviluppo religioso dell'umanità. Gesù avrebbe dato un addio al culto in favore della morale. In definitiva, Gesù è per Harnack il padre di un messaggio morale umanitario. Harnack vuole riportare il cristianesimo in armonia con la ragione moderna, liberandolo da elementi apparentemente filosofici e teologici, come per esempio la fede nella divinità di Cristo e nella Trinità di Dio.
3. Attualmente, a partire dell'esperienza dell'incontro con la molteplicità delle culture, si ama dire che la sintesi con l'ellenismo, compiutasi nella Chiesa antica, sarebbe stata una prima inculturazione, che non dovrebbe vincolare le altre culture. Queste dovrebbero avere il diritto di tornare indietro fino al punto che precedeva quella inculturazione per scoprire il semplice messaggio del Nuovo Testamento ed inculturarlo poi di nuovo nei loro rispettivi ambienti. Secondo Benedetto XVI tale tesi è imprecisa e grossolana: il Nuovo Testamento è stato infatti scritto in greco, e porta in sé stesso il contatto con lo spirito greco - un contatto che era maturato nello sviluppo precedente dell'Antico Testamento.